# Sólyom (keresztnév)
A Sólyom a sólyom madár nevéből származó régi magyar férfi személynév.

## Gyakorisága
Az 1990-es években szórványos név, a 2000-es években nem szerepel a 100 leggyakoribb férfinév között.

## Névnap
- szeptember 25.[2]